# Uchoa
Uchoa es un municipio brasileño del estado de São Paulo. Tiene una población de 9.471 habitantes (IBGE/2010). Uchoa pertenece a la Microrregión de São José do Río Preto.

## Geografía
Se localiza a una latitud 20º57'10" sur y a una longitud 49º10'29" oeste, estando a una altitud de 485 metros. 
Posee un área de 252,5 km².

## Carreteras
- SP-310

## Demografía
Datos del Censo - 2010
Población total: 9.471
- Urbana: 8.801
- Rural: 670
- Hombres: 4.707[5]
- Mujeres: 4.764

Densidad demográfica (hab./km²): 37,51

## Administración
- Prefecto: José Claudio Martins(2009/2012)
- Viceprefecto: Kleber
- Presidente de la cámara: (2009/2010)